# Lopătari
Lopătari est une commune roumaine située dans le județ de Buzău.